# Parka (musikgrupp)
Parka är en tysk indierocktrio. Gruppen består av Martin "Fly“ Fliegenschmidt (gitarr, sång), Gianni Dedola (basgitarr) och Raphael Sbrzesny (trummor) och bildades i slutet av 2006. Deras första livespelning gjorde de i början av 2007.

## Historia
De tre musikerna från Köln, Neuss och Stuttgart, lärde känna varandra under sensommaren 2006 vid musikhögskolan Hochschule für Musik und Theater Hamburg och bildade bandet.
Redan 2007, strax efter det att bandet bildades, vann de det tyska rock- och poppriset Deutscher Rock- und Pop-Preis, det tyska rock- och popmusikerförbundets Deutscher Rock & Pop Musikerverband (DRMV) juniortävling. Under tiden som följde spelade de in sin första EP, Dein Leben beginnt, på Tinseltown Music i Köln. De spelade sedan på över 150 livespelningar innan de släppte sin andra EP, Granaten aus Licht, 2009. Parka har bland annat uppträtt på konserter med Silbermond, Revolverheld och Die Happy.
Året 2011 spelade Parka som förband för Die Happy på deras turné genom Tyskland och under hösten 2011 släppte de en singel-EP, Oben, som förutom singeln "Oben", innehöll två extra låtar och musikvideon för "Oben". Musikvideon släpptes den 7 oktober 2011 och nådde över 70 000 tittare på MyVideo under en vecka, och inkluderades på TV-presentatören ProSiebens webbplats.
Parkas debutalbum Raus släpptes den 24 februari 2012, och singeln "Wieder ich" från albumet släpptes den 1 juni. Dessutom publicerade bandet samma år en DVD (den 28 september 2012), Belagerung der Stadt Rottweil (betyder "belägring av staden Rottweil"), som de spelat in live i en historisk bryggerihall i Rottweil.
Gruppen släppte sitt andra studioalbum, Wir sind auch das was wir verlieren, den 24 oktober 2014.

## Musik
Sångaren och gitarristen Martin Fliegenschmidt har komponerat och skrivit alla bandets låtar. Parka spelar hittills bara musik på det tyska språket, något som de motiverar med att man kan säga mycket mer på sitt modersmål och att det är viktigare att folk förstår lyriken än det är att nå så många människor som möjligt. Bandet tillhör enligt dem själva "einer Generation an, die sich politisch und gesellschaftlich positionieren will, aber ohne die klassischen Feindbilder" (översatt till svenska: "en generation som vill positionera sig politiskt och socialt, men utan de klassiska fiendebilderna.") och deras låttexter tar ofta upp socialkritiska teman.

## Diskografi
- 2007: Dein Leben beginnt (EP, självpublicerad)
- 2009: Granaten aus Licht (EP, Tinseltown Records)
- 2011: Oben (Singel/EP, Bullet Records)
- 2012: Raus (Album, Bullet Records)
- 2012: "Wieder Ich" (Singel, Bullet Records)
- 2012: Belagerung der Stadt Rottweil (Live-DVD)
- 2014: Auf die guten Zeiten (EP, Bullet Records)
- 2014: Wir sind auch das was wir verlieren (Album, Bullet Records)
- 2019: "Mehr Konfetti" (Singel)
- 2019: "Wo ist die Zeit geblieben" (Singel)